# Raab
Raab, también mencionada como Rahab (es decir "larga") fue una posadera de Jericó que ayudó a los espías israelitas de Josué. Aparece en textos bíblicos del Libro de Josué,  el Evangelio según San Mateo, la  Epístola a los hebreos y la Epístola de Santiago, así como en el Paraíso de La Divina Comedia del poeta Dante Alighieri.

## Según La Biblia

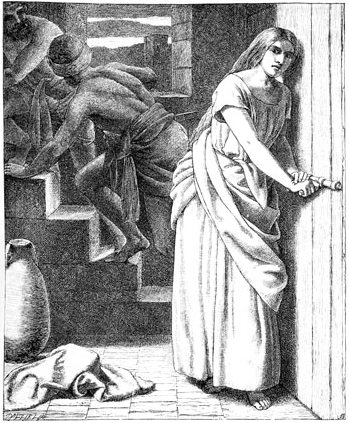
Raab recibe y oculta a los espías israelitas.

Rahab es mencionada por primera vez en el Libro de Josué, en la biblia aparece como una posadera que vivía en la ciudad cananea de Jericó y que los israelitas comandados por Josué se disponían a tomar.
Al llegar espías de Israel a ver las defensas de la ciudad, el rey de Jericó ordenó su apresamiento y ejecución. Rahab entonces decidió esconderlos bajo "el trigo que se asoleaba en la terraza" y una vez fuera de peligro les contó acerca del miedo de los habitantes de la ciudad. Hasta ellos habían llegado los rumores de cómo el Dios de Israel había dividido el Mar Rojo para dejarles pasar, de las tribus que habían exterminado en el camino y de la ira del Dios de Jacob. Luego de aquello los ayuda a escapar escalando los muros de la ciudad dado que "su casa estaba pegada a la muralla", pidiéndoles antes que salvaran a su familia si la ciudad caía.
Siendo así se menciona que los espías le pidieron "colgar un cordón escarlata de su ventana" para reconocer su casa y no destruirla. Al caer Jericó, Rahab y al menos la familia que estaba con ella en su casa no fueron dañados. De esta manera acaba la historia de Rahab en cuanto a la toma de Jericó. Más adelante es nombrada en el Evangelio según San Mateo en los primeros capítulos, pues al reconocer la genealogía de Cristo se observa que Rahab se casó y que tuvo hijos, incluyendo a Booz, quien por ser bisabuelo del Rey David, es parte de la descendencia de la cual nacería Jesús de Nazaret. También la menciona el autor de la Carta a los Hebreos (11,31) y Santiago en su epístola (2,25) como ejemplo de fe manifestada con las obras.

## EnLa Divina Comedia
Dante cita en La Divina Comedia a Raab en el canto IX del Paraíso, afirmando que gracias a su ayuda en la conquista de la ciudad, logró la salvación eterna.